# الکس فینی (بازیکن فوتبال، زاده ۱۹۰۲)
الکس فینی (انگلیسی: Alex Finney؛ ۱۳ مارس ۱۹۰۲ – ۱۹۸۲ (۷۹−۸۰ سال)) بازیکن فوتبال اهل بریتانیا بود.
از باشگاه‌هایی که در آن بازی کرده‌است می‌توان به باشگاه فوتبال بولتون واندررز اشاره کرد.